# Sophie de Danemark (1241-1286)
Sophie de Danemark (en danois Sofie Eriksdatter af Danmark) née en 1241, morte en 1286, est la reine consort de Suède, épouse du roi Valdemar Ier de Suède.

## Biographie
Fille du roi Éric IV de Danemark et de Jutte de Saxe. Elle épouse le roi Valdemar en 1260. 
Lorsque sa sœur Jutta, une ancienne religieuse, qui est devenue la maîtresse de son époux se révèle enceinte en 1272 en même temps que la reine, Valdemar Ier doit faire face à l'hostilité de la noblesse et de la cour alimentée par l'animosité de ses frères. Il doit promettre de faire un pèlerinage à Rome et il est forcé d'abdiquer en 1275. Sophie retourne au Danemark où elle meurt en 1286. 
Elle donne au roi un fils  Erik Valdemarsson (mort en 1330) écarté du trône par son oncle et cinq filles.